# Lourdoueix-Saint-Michel

Lourdoueix-Saint-Michel este o comună în departamentul Indre, Franța. În 1 ianuarie 2022 avea o populație de 303 de locuitori.